# Carathea
Genre
Carathea est un genre d'araignées aranéomorphes de la famille des Malkaridae.

## Systématique
Le genre Carathea a été créé en 1986 par l'arachnologiste australien Russell J. Moran (d) avec pour espèce type Carathea parawea.

## Distribution
Les espèces de ce genre sont endémiques de Tasmanie en Australie.

## Liste des espèces
Selon World Spider Catalog (version 15.5, 12/11/2014) :
- Carathea miyali Moran, 1986
- Carathea parawea Moran, 1986 - espèce type

## Étymologie
Le nom générique, Carathea, dérive d'un terme aborigène désignant la sœur.

## Publication originale
- (en) R. J. Moran, « The Sternodidae (Araneae: Araneomorpha), a new family of spiders from eastern Australia », Bulletin of the British Arachnological Society, British Arachnological Society (d), vol. 7, no 3,‎ 1986, p. 87-96 (ISSN 0524-4994, OCLC 01537128, lire en ligne).